# Saison 2 de Homeland
Chronologie
Saison 1 Saison 3
Cet article présente les épisodes de la deuxième saison de la série télévisée américaine Homeland.

## Synopsis
Les troubles bipolaires de Carrie Mathison ayant été révélés au grand jour, elle est licenciée de la CIA. Mais alors qu'elle tente de se reconstruire, une de ses informatrices personnelles (inconnue de la CIA) approche les américains avec des renseignements qui offrent une chance d'éliminer Abu Nazir, le terroriste qui a retenu le Sergent Nicholas Brody pendant huit ans. Mais si l'opération est finalement un échec, elle permet de récolter des preuves de la trahison de Brody. Par conséquent, Carrie est réintégrée au sein de l'agence avec une nouvelle mission: briser le Sergent Brody, et le retourner contre son ancien geôlier...

## Distribution

### Acteurs principaux
- Claire Danes (V. F. : Caroline Victoria) : Carrie Mathison, agent de la CIA
- Damian Lewis (V. F. : Jean-Pierre Michaël) : sergent Nicholas Brody, député du Congrès des États-Unis
- Mandy Patinkin (V. F. : Patrick Floersheim) : Saul Berenson, supérieur de Carrie
- Morena Baccarin (V. F. : Laurence Bréheret) : Jessica Brody, épouse du sergent Brody
- David Harewood (V. F. : Daniel Lobé) : David Estes, directeur du centre antiterroriste de la CIA
- Morgan Saylor (V. F. : Camille Donda) : Dana Brody, fille du sergent Brody
- Diego Klattenhoff (V. F. : Sébastien Desjours) : major Mike Faber, ancien supérieur du sergent Brody
- Jackson Pace (V. F. : Gwenaël Sommier) : Chris Brody, fils du sergent Brody

### Acteurs récurrents
- Jamey Sheridan (V. F. : Jean-Bernard Guillard) : William Walden, le vice-président des États-Unis
- Amy Hargreaves (V. F. : Christèle Billault) : Maggie Mathison
- Navid Negahban (V. F. : Omar Yami) : Abu Nazir
- Chris Chalk (V. F. : Namakan Koné) : Tom Walker
- Zuleikha Robinson (V. F. : Barbara Beretta) : Roya Hammad
- Rupert Friend (V. F. : Taric Méhani) : Peter Quinn
- F. Murray Abraham (V. F : Pierre Dourlens) : Dar Adal

## Production

### Casting
L'actrice Zuleikha Robinson (vue dans Lost : Les Disparus) et l'acteur oscarisé F. Murray Abraham auront un rôle récurrent lors de la deuxième saison de la série.

### Diffusions
La série est diffusée à partir du 30 septembre 2012 sur Showtime, aux États-Unis.
La diffusion francophone va se dérouler ainsi : 
En France, au printemps 2013 sur Canal+.
La série est également diffusée sur Netflix depuis son ouverture en France
Au Québec, à partir du 10 septembre 2013 sur Télé-Québec.
Aucune information concernant les autres pays francophones n'est connue.

## Liste des épisodes

### Épisode 1:Fin de convalescence
- États-Unis : 30 septembre 2012 sur Showtime[4]
- Belgique : 15 avril 2013 sur BeTV[réf. souhaitée]
- Suisse : 18 avril 2013 sur RTS Un
- France et  Suisse : 6 juin 2013 sur Canal+[5]
- Québec : 10 septembre 2013 sur Télé-Québec[6]

- États-Unis : 1,73 million de téléspectateurs[7] (première diffusion)

### Épisode 2:Retour sur le terrain
- États-Unis : 7 octobre 2012 sur Showtime
- Belgique : 15 avril 2013 sur BeTV[réf. souhaitée]
- Suisse : 18 avril 2013 sur RTS Un
- France et  Suisse : 6 juin 2013 sur Canal+
- Québec : 17 septembre 2013 sur Télé-Québec

- États-Unis : 1,66 million de téléspectateurs[8] (première diffusion)

### Épisode 3:Sale Journée
- États-Unis : 14 octobre 2012 sur Showtime
- Belgique : 22 avril 2013 sur BeTV[réf. souhaitée]
- Suisse : 25 avril 2013 sur RTS Un
- France et  Suisse : 13 juin 2013 sur Canal+
- Québec : 24 septembre 2013 sur Télé-Québec

- États-Unis : 1,48 million de téléspectateurs[9] (première diffusion)

### Épisode 4:Nouvelle Collaboration
- États-Unis : 21 octobre 2012 sur Showtime
- Belgique : 22 avril 2013 sur BeTV[réf. souhaitée]
- Suisse : 25 avril 2013 sur RTS Un
- France et  Suisse : 13 juin 2013 sur Canal+
- Québec : 1er octobre 2013 sur Télé-Québec

- États-Unis : 1,75 million de téléspectateurs[10] (première diffusion)

### Épisode 5:Vérités et Mensonges
- États-Unis : 28 octobre 2012 sur Showtime
- Belgique : 29 avril 2013 sur BeTV[réf. souhaitée]
- Suisse : 2 mai 2013 sur RTS Un
- France et  Suisse : 20 juin 2013 sur Canal+
- Québec : 8 octobre 2013 sur Télé-Québec

- États-Unis : 2,07 millions de téléspectateurs[11] (première diffusion)

### Épisode 6:Exécution sur mesure
- États-Unis : 4 novembre 2012 sur Showtime
- Belgique : 29 avril 2013 sur BeTV[réf. souhaitée]
- Suisse : 2 mai 2013 sur RTS Un
- France et  Suisse : 20 juin 2013 sur Canal+
- Québec : 15 octobre 2013 sur Télé-Québec

- États-Unis : 1,74 million de téléspectateurs[12] (première diffusion)

### Épisode 7:Une partie de campagne
- États-Unis : 11 novembre 2012 sur Showtime
- Belgique : 6 mai 2013 sur BeTV[réf. souhaitée]
- Suisse : 9 mai 2013 sur RTS Un
- France et  Suisse : 27 juin 2013 sur Canal+
- Québec : 22 octobre 2013 sur Télé-Québec

- États-Unis : 1,91 million de téléspectateurs[13] (première diffusion)

### Épisode 8:Double Jeu
- États-Unis : 18 novembre 2012 sur Showtime
- Belgique : 6 mai 2013 sur BeTV[réf. souhaitée]
- Suisse : 9 mai 2013 sur RTS Un
- France et  Suisse : 27 juin 2013 sur Canal+
- Québec : 29 octobre 2013 sur Télé-Québec

- Mise en scène : Chip Johannessen
- Histoire : Howard Gordon et Chip Johannessen

### Épisode 9:Agent double
- États-Unis : 25 novembre 2012 sur Showtime
- Belgique : 13 mai 2013 sur BeTV
- Suisse : 16 mai 2013 sur RTS Un
- France et  Suisse : 4 juillet 2013 sur Canal+
- Québec : 5 novembre 2013 sur Télé-Québec

- États-Unis : 2,01 millions de téléspectateurs[15] (première diffusion)

### Épisode 10:En plein cœur
- États-Unis : 2 décembre 2012 sur Showtime
- Belgique : 13 mai 2013 sur BeTV
- Suisse : 16 mai 2013 sur RTS Un
- France et  Suisse : 4 juillet 2013 sur Canal+
- Québec : 12 novembre 2013 sur Télé-Québec

- États-Unis : 2,2 millions de téléspectateurs[16] (première diffusion)

### Épisode 11:La Traque
- États-Unis : 9 décembre 2012 sur Showtime
- Belgique : 20 mai 2013 sur BeTV
- Suisse : 23 mai 2013 sur RTS Un
- France et  Suisse : 11 juillet 2013 sur Canal+
- Québec : 19 novembre 2013 sur Télé-Québec

- États-Unis : 2,36 millions de téléspectateurs[17] (première diffusion)

### Épisode 12:Le Choix
- États-Unis : 16 décembre 2012 sur Showtime
- Belgique : 20 mai 2013 sur BeTV
- Suisse : 23 mai 2013 sur RTS Un
- France et  Suisse : 11 juillet 2013 sur Canal+
- Québec : 26 novembre 2013 sur Télé-Québec[18]

- États-Unis : 2,29 millions de téléspectateurs[19] (première diffusion)